# 河潭镇
河潭镇，是中华人民共和国江西省鹰潭市贵溪市下辖的一个行政建制镇。

## 行政区划
河潭镇下辖以下地区：
丰田村、河潭村、龙石村、九夏村、横山村、南塘村、花屋村、泗塘村和毛炉村。